# Пенні Джонсон Джеральд
Пенні Джонсон Джеральд (англ. Penny Johnson Jerald, нар.. 14 березня 1961, Балтимор, Меріленд, США) — американська актриса.

## Кар'єра
Пенні Джонсон почала свою кар'єру з епізодичних ролей у телесеріалах «Ті Джей Хукер» і «Блюз Хілл-стріт» на початку вісімдесятих років. Вона з'явилася в юридичному телесеріалі «Паперова тяганина» у 1984—1986 роках, а в 1986 році знімалася в мильній опері «Головний госпіталь».
Джонсон досягла популярності завдяки ролі в комедійному серіалі каналу HBO «Шоу Ларрі Сандерса», де знімалася з 1992 по 1998 рік, протягом усього періоду трансляції шоу. Пізніше вона знялася в серіалах «Швидка допомога» (1998—1999) і «Зоряний шлях: Глибокий космос 9» (1995—1999). Вона також з'явилася в «Шоу Косбі», «Коломбо», «Зоряний шлях: Наступне покоління», «Грейс у вогні», «Цілком таємно», «Практика», «Закон і порядок», «Морська поліція: Спецвідділ», «Кістки» і багатьох інших серіалах. Крім того вона з'явилася в декількох фільмах, серед яких «Перезмінка», «У пагорбів є очі 2», «На що здатна любов», «Моллі і Джина» та «Абсолютна влада».
З 2001 по 2004 рік Джонсон знімалася в серіалі «24 години», де виконувала роль Шеррі Палмер. У 2003 році вона зіграла роль Кондолізи Райс у телефільмі «Округ Колумбія, 11 вересня: Час кризи», про події 11 вересня 2001 року. Крім цього в наступні роки вона знялася в серіалах «Єва», «4400» і «Октоубер Роуд». У 2011 році вона приєдналася до акторського ансамблю серіалу «Касл» у ролі Вікторії Гейтс, нового капітана дільниці. Джонсон покинула шоу наприкінці сьомого сезону, бо продюсери вирішили звільнити її з метою скорочення бюджету.

## Особисте життя
Пенні Джонсон народилася 1961 року в Балтіморі, штат Меріленд (США) і навчалася в Джульярдській школі в нью-йоркському Лінкольн-центрі. Вона вийшла заміж за джазового музиканта Греліна Джеральда в 1982 році, у них є спільна дочка.

## Фільмографія
| Рік  | Назва                                | Роль                    | Примітки |
| ---- | ------------------------------------ | ----------------------- | -------- |
| 1984 | Перезмінка                           | Женев'єва               |          |
| 1984 | The Hills Have Eyes Part II          | Позов                   |          |
| 1991 | Поїздка до Чикаго                    | Дарлін                  |          |
| 1993 | Страх перед чорною шапкою            | Повторно                |          |
| 1993 | Що до любові потрібно зробити        | Лотарингія Тейлор       |          |
| 1994 | Моллі та Джина                       | Марія                   |          |
| 1995 | Автоматично                          | Джулія Родрігес         |          |
| 1997 | Абсолютна влада                      | Лора Саймон             |          |
| 1998 | Плем'я Кріппендорфа                  | Вчитель                 | В титрах |
| 2005 | Прокат                               | Богема                  | у титрах |
| 2015 | Ліга справедливості: Боги та монстри | Президент Аманда Воллер |          |
| 2017 | Якір Паркера                         | Лорі                    |          |
| 2019 | Король Лев                           | Сарафіна                | Голос    |

| Рік  | Назва                           | Роль           | Примітки |
| ---- | ------------------------------- | -------------- | -------- |
| 1984 | The Impostor                    | Мішель         |          |
| 1985 | The Grand Baby                  | Бетті          |          |
| 1990 | Калейдоскоп                     | Пола           |          |
| 1990 | Нічні бачення                   | Луанна         |          |
| 1993 | Випуск 61-го                    | Лавінія        |          |
| 1993 | Порожня колиска                 | Гейл Хаддл     |          |
| 1996 | Дорога до Галвестона {{{last}}} | Лейні Рузвельт |          |
| 1996 | Смертна вигода                  | Сільвія Гусман |          |
| 1996 | The Writing on the Wall         | Джеральдин     |          |
| 1999 | Тест любові                     | Сподівання     |          |
| 2000 | Колір дружби                    | Роско Делумс   |          |
| 2000 | Навмисний намір                 | Лора Хармон    |          |
| 2003 | DC 9/11: Час кризи              | Кондоліза Райс |          |
| 2006 | Шлях 9/11                       | Кондоліза Райс |          |
| 2015 | Медіа                           | Джекі Джонс    |          |

| Рік            | Назва                            | Роль                         | Примітки                                                               |
| -------------- | -------------------------------- | ---------------------------- | ---------------------------------------------------------------------- |
| 1983           | Американський театр              | Джилл Хетч                   | Епізод: «Файли про Джилл Хетч: Частина 1»                              |
| 1984           | Ті Джей Хукер                    | Ліза Коді                    | Епізод: «Анатомія вбивства»                                            |
| 1984           | Blues Hill Street                | Джекі Девітт                 | Епізод: «Блюз для містера Гріна»                                       |
| 1984–1986      | The Paper Chase                  | Вівіан Конвей                | 17 серій                                                               |
| 1985           | The Jeffersons                   | Данель                       | Епізод: «Останній танець»                                              |
| 1985           | Саймон і Саймон                  | Ганна Маккензі               | Епізод: «Позамісний Браун»                                             |
| 1986           | Головний госпіталь               | Деббі                        | Невідомі епізоди                                                       |
| 1987           | 1st & Ten: The Championship      | Філіс                        | 3 серії                                                                |
| 1987           | Жінки у в'язниці                 | Патті                        | Епізод: «Пройдись цим шляхом»                                          |
| 1988           | Шоу Косбі                        | Nurse, немає в титрах        | Епізод: «Візит»                                                        |
| 1988           | Саймон і Саймон                  | Евелін Якобсон / Доріс Біман | Епізод: «Дзен і мистецтво швидкого м'яча з роздвоєними пальцями»       |
| 1989           | Домашня кімната                  | Вірджинія Харпер             | 13 серій                                                               |
| 1989           | Tour of Duty                     | Ян Хадсон                    | Епізод: «Для чого це варте»                                            |
| 1989           | Вона - шериф                     | Дороті                       | дві серії                                                              |
| 1990           | Кошмари Фредді                   | Елейн Аламо                  | Епізод: «Життєвий вирок»                                               |
| 1990           | Тренер                           | Сьюзен Берч                  | Епізод: «День, коли Мойсей прийшов у місто»                            |
| 1990           | Паркер Льюіс не може програти    | Пані Міріам Доннеллі         | Епізод: «Вчитель, Вчитель»                                             |
| 1991           | Коломбо                          | Максин Джарретт              | Епізод: «Обережно: вбивство може бути небезпечним для вашого здоров'я» |
| 1992–1998      | Шоу Ларрі Сандерса               | Беверлі Барнс                | 82 серії                                                               |
| 1994           | Зоряний шлях: Наступне покоління | Добара                       | Епізод: «Додому»                                                       |
| 1995–1999      | Зоряний шлях: Глибокий космос 9  | Kasidy Yates                 | 15 серій                                                               |
| 1996           | Грейс в огні                     | Бейлі Елфорд                 | 2 серії                                                                |
| 1997           | Косбі                            | Пенні                        | Епізод: «Хоробрий Новий Хілтон»                                        |
| 1997           | Шоу Грегорі Хайнса               | Елізабет                     | Епізод: «Пілот»                                                        |
| 1998–1999      | Швидка допомога                  | Лінетт Еванс                 | 9 серій                                                                |
| 2000           | Сімейне право                    | Крістін Веббер               | Епізод: «Сімейні цінності»                                             |
| 2001           | Цілком таємно                    | Доктор Гелюра Лайл           | Епізод: «Медуза»                                                       |
| 2001           | Практика                         | Atty. Лора Гаррет            | Епізод: «Пробудження»                                                  |
| 2001           | Citizen Baines                   | Деніз Вілліс                 | Епізод: «День, як ніхто інший»                                         |
| 2001–2004      | 24                               | Шеррі Палмер                 | 45 серій                                                               |
| 2002           | Доторк ангела                    | Елеонора                     | Епізод: «Неможливий сон»                                               |
| 2003           | Фрейзер                          | Керол                        | Епізод: «Маріс повертається»                                           |
| 2005–2006      | Єва                              | Беверлі Вільямс              | 4 серії                                                                |
| 2006 рік       | Закон і порядок                  | Пані Букер                   | Епізод: «Вибір зла»                                                    |
| 2007           | 4400                             | Ребекка Періш                | 3 серії                                                                |
| 2007–2008      | Жовтнева дорога                  | Дін Леслі Етвуд              | 10 серій                                                               |
| 2009–2010      | NCIS: Полювання на вбивць        | Джоан Торренс                | 2 серії                                                                |
| 2010           | Кістки                           | Рейчел Адамс                 | Епізод: «Х у файлі»                                                    |
| 2010           | Будинок Пейна Тайлера Перрі      | Максин                       | 3 серії                                                                |
| 2011–2015      | Касл                             | Капітан. Вікторія Гейтс      | 60 серій                                                               |
| 2015           | хроніки богів і монстрів         | Президент Аманда Уоллер      | Епізод: «Бомба»                                                        |
| 2017 — дотепер | Орвілл                           | Доктор Клер Фінн             | 36 серій                                                               |
| 2018           | Sideswiped                       | Синтія                       | Епізод: «Рок-зірка»                                                    |